# Ursula Krechel
Ursula Krechel (ur. 4 grudnia 1947 w Trewirze) – niemiecka pisarka.

## Życiorys
Ursula Krechel urodziła się w Trewirze. Od 1966 do 1972 studiowała filologię germańską, teatr oraz historię sztuki na Uniwersytecie w Kolonii.
W latach 1969–1972 pracowała w dortmundzkim teatrze jako adaptatorka z młodocianymi więźniami. Od 1972 r. mieszkała we Frankfurcie nad Menem i pozostała tam przez wiele lat. Obecnie pracuje w Berlinie jako pisarka skupiając się na poezji lirycznej, ale także pisząc prozę, dramaty i dramaty radiowe. Ursula Krechel jest członkiem Niemieckiego Centrum PEN, a także Niemieckiej Akademii Języka i Literatury (Deutsche Akademie für Sprache und Dichtung).
W 2012 r. za powieść Landgericht (Sąd Okręgowy) została nagrodzona Deutscher Buchpreis.

## Teksty literackie i inne
- Information und Wertung: Untersuchungen zum theater- und filmkritischen Werk von Herbert Ihering. Köln 1972 (dysertacja).
- Erika. Frankfurt am Main 1973.
- Selbsterfahrung und Fremdbestimmung. Darmstadt u. a. 1975.
- Nach Mainz! Darmstadt u. a. 1977.
- Umsturz. Darmstadt 1977.
- Verwundbar wie in den besten Zeiten. Darmstadt u. a. 1979.
- Zweite Natur. Darmstadt u. a. 1981.
- Rohschnitt. Darmstadt u. a. 1983.
- Aus der Sonne. Frankfurt a. M. 1985.
- Vom Feuer lernen. Darmstadt u. a. 1985.
- Kakaoblau. Salzburg u. a. 1989.
- Tribunal im askanischen Hof. Berlin 1989 (zusammen mit Karin Reschke und Gisela von Wysocki)
- Die Freunde des Wetterleuchtens. Frankfurt am Main 1990.
- Sitzen Bleiben Gehen. Frankfurt am Main 1990.
- Mit dem Körper des Vaters spielen. Frankfurt am Main 1992.
- Technik des Erwachens. Frankfurt am Main 1992.
- Äußerst innen. Frankfurt am Main 1993 (zusammen mit Irmgard Flemming)
- Sizilianer des Gefühls. Frankfurt am Main 1993.
- Landläufiges Wunder. Frankfurt am Main 1995.
- Ungezürnt. Frankfurt am Main 1997.
- Verbeugungen vor der Luft. Salzburg u. a. 1999.
- Bei Eichendorff. Edenkoben 2000.
- Der Übergriff. Salzburg u. a. 2001.
- In Zukunft schreiben. Salzburg u. a. 2003.
- Liebes Stück. Frankfurt am Main 2003.
- Mein Hallo dein Ohr. Witzwort 2003.
- Stimmen aus dem harten Kern. Gedicht. Jung und Jung, Salzburg / Wien 2005.
- Mittelwärts. Gedicht. zu Klampen Verlag, Springe 2006, ISBN 3-933156-86-6.
- Shanghai fern von wo. Roman. Jung und Jung, Salzburg / Wien 2008
- Jäh erhellte Dunkelheit. Gedichte. Jung und Jung, Salzburg / Wien 2010, ISBN 978-3-902497-67-3.
- Landgericht. Roman. Jung und Jung, Salzburg / Wien 2012, ISBN 978-3-99027-024-0.
- Die da. Ausgewählte Gedichte. Jung und Jung, Salzburg / Wien 2013, ISBN 978-3-99027-046-2.
- Stark und leise. Pionierinnen. Jung und Jung, Salzburg / Wien 2015, ISBN 978-3-99027-071-4.

### Słuchowiska (wybór)
- 1979: Das Parkett ein spiegelnder See. Mit Lisa Kreuzer (Marie), Ulrike Bliefert (Amalie), Susanne von Schaefer (Sophie), Suzanne von Borsody (Elise), Edith Heerdegen (Elise als alte Frau) u.a. Regie: Bernd Lau, Produktion: BR/ WDR
- 1995: Im Ohrensaal. Mit Christa Berndl (Die Frau), Rolf Schult (Doktor Mortimer), Krista Posch (Die venusmuschelförmige Krankenschwester), Grete Wurm (Die Patientin aus dem Seufzertal) u.a. Regie: Hans Gerd Krogmann, Produktion: BR
- 1998: Shanghai fern von wo. Zweiteiliges Hörspiel mit Katharina Palm (Fräulein Ling), Manfred Steffen (Mr. Tata), Donata Höffer (Fräulein Bamberger), Elisabeth Orth (Frau Tausig), Hille Darjes (Frau Kronheim), Rolf Schult (Herr Rosenbaum), Johanna Liebeneiner, Helmut Vogel, Rosemarie Gerstenberg, Gerd Wameling, Anthony Gibbs. Regie: Hans Gerd Krogmann, Produktion: SWF
- 2004: Meine Stimme ist mit den Fischen geschwommen – Regie: Oliver Sturm und Nicole Paulsen; mit Angela Winkler. Produktion: SWR
- 2013: Wenn man ein gleichschenkliges Dreieck auf den Kopf stellt – Regie: Hans Gerd Krogmann, Produktion: SWR

### Tłumaczenia
- Jacques Roubaud: Stand der Orte. Heidelberg 2000

### Redakcje
- Jahrbuch der Lyrik (wraz z Christophem Buchwaldem), Darmstadt 1985
- Lesarten. Darmstadt u. a. 1982.
- Autorenwerkstatt Prosa 1999. Leipzig 1999.

## Wyróżnienia
- 1980: Arbeitsstipendium für Berliner Künstler
- 1994: Internationaler Eifel-Literatur-Preis
- 1994: Martha-Saalfeld-Förderpreis
- 1995: Stipendium Künstlerhaus Edenkoben
- 1997: Elisabeth-Langgässer-Literaturpreis
- 2006: Calwer Hermann-Hesse-Stipendium
- 2008: Rheingau Literatur Preis za Shanghai fern von wo
- 2009: Jeanette Schocken Preis – Bremerhavener Bürgerpreis für Literatur
- 2009: Deutscher Kritikerpreis
- 2009: Düsseldorfer Literaturpreis
- 2009: Joseph-Breitbach-Preis
- 2009: Kunstpreis Rheinland-Pfalz
- 2012: Wiesbadener Lyrikpreis Orphil[5]
- 2012: Deutscher Buchpreis za Landgericht
- 2013: Heinrich-Heine-Gastdozentur
- 2015: Gerty-Spies-Literaturpreis za Landgericht